# P. P. Cul-Vert
 (avril 2012).
Pierre-Paul Louis de Culbert dit P.-P. Cul-Vert est un personnage créé par Jean-Philippe Arrou-Vignod. Il amène toujours les moments comiques. C'est un élève du collège Chateaubriand, aidé dans chacune de ses aventures par Rémi Pharamon et la belle Mathilde Blondin. Il est assez vantard, et pense être le plus intelligent. Il considère Rémi comme un simple « assistant », alors que celui-ci lui est d'une aide précieuse dans la série Enquête au collège, même si le personnage qui trouve les meilleures solutions dans la série reste Mathilde.

## Apparitions
Personnage principal de la saga, il est présent dans toute la série :
- Le professeur a disparu
- Enquête au collège
- P. P. Cul vert détective privé
- Sur la piste de la Salamandre
- P. P. Cul-Vert et le mystère du Loch Ness
- Le club des inventeurs
- Sa Majesté P. P. 1er
- L’élève qui n’existait pas